# Kazimierz Kietliński
Kazimierz Filipowicz Kietliński, ros. Казимир Филиппович Кетлинский, Kazimir Filipowicz Kietlinskij (ur. 27 lipca?/8 sierpnia 1875 w Mohylowie Podolskim, zm. 10 lutego 1918 w Murmańsku) – polski oficer marynarki w służbie cesarskiej rosyjskiej marynarki wojennej, kontradmirał. Służył podczas wojny rosyjsko-japońskiej i I wojny światowej.

## Życiorys
Kietliński urodził się 8 sierpnia 1875 (27 lipca 1875 – daty w nawiasach w starym stylu) w Mohylowie Podolskim, pochodził z polskiej szlachty.
Od 1892 służył we flocie rosyjskiej. Po nauce w Korpusie Morskim uzyskał w 1895 pierwszy stopień oficerski miczmana, w 1899 lejtnanta.
W 1900 został wysłany do Filadelfii w USA, w skład komisji kierowanej przez Edwarda Szczęsnowicza, w celu nadzoru nad montażem rosyjskich dział na budowanym tam pancerniku „Retwizan”.

### Wojna rosyjsko-japońska
W 1902 ukończył oficerski kurs artylerii. Został następnie oficerem artyleryjskim „Retwizana”, który krótko po wejściu do służby wszedł w skład rosyjskiej Eskadry Pacyfiku, stacjonującej w Port Artur w Chinach. Na stanowisku tym uczestniczył w pierwszej fazie walk wokół Port Artur podczas wojny rosyjsko-japońskiej. Po storpedowaniu „Retwizana” na początku wojny 8 lutego 1904, Kietliński zatopił prawoburtowe komory amunicyjne w celu zlikwidowania przechyłu, doznając przy tym kontuzji i poparzeń. Za udział w walce unieruchomionego pancernika z japońskimi niszczycielami i branderami w nocy 23/24 lutego Kietliński został nagrodzony złotą szablą „Za męstwo” (Za chrabrost' ). Opracował później sposób strzelania z pancernika unieruchomionego w porcie do celów za masywem górskim, według wskazań punktu obserwacyjnego, co umożliwiło 22 marca 1904 odgonienie japońskich pancerników „Yashima” i „Fuji” podejmujących próbę ostrzału portu.
W kwietniu 1904 Kietliński został mianowany flagowym oficerem artyleryjskim sztabu Eskadry Pacyfiku (głównym artylerzystą eskadry) i służył odtąd na pancerniku „Cesariewicz„. Wziął udział w bitwie na Morzu Żółtym 10 sierpnia 1904, w toku której został ranny od wybuchu pocisku, który zabił dowódcę eskadry kontradmirała Wilgelma Witgefta. Uszkodzony pancernik został po bitwie internowany w chińskim porcie Qingdao do końca wojny. Za udział w tej bitwie, Kietliński został odznaczony w 1906 Orderem św. Stanisława II klasy z mieczami.

### Dalsza służba i I wojna światowa
Po wojnie, w latach 1906–1908 był flagowym oficerem artyleryjskim w sztabie dowódcy eskadry ćwiczebnej Morza Czarnego, a w latach 1908–1909 – sztabie dowódcy Floty Czarnomorskiej. Od 1909 służył jako starszy oficer na pancerniku „Ioann Złatoust”, w 1910 awansował na stopień komandora porucznika. W 1910 był wysłany w delegację do Francji, Wielkiej Brytanii i Włoch w celu zapoznania się z organizacją i szkoleniem tamtejszych flot. Od czerwca 1913 był wykładowcą z dziedziny artylerii i organizacji flot obcych w nikołajewskiej akademii morskiej. W 1914 awansował na stopień komandora.
Po wybuchu I wojny światowej, od 14 (1) stycznia 1915 zajmował stanowisko szefa działu operacyjnego w sztabie dowództwa Floty Czarnomorskiej (flag-kapitan po opieratiwnoj czasti sztaba).
We wrześniu 1916 został mianowany dowódcą remontowanego w Tulonie we Francji krążownika pancernopokładowego „Askold”. Na okręcie panowały wówczas rewolucyjne nastroje załogi i rozprzężenie dyscypliny. Wkrótce po objęciu przez niego dowództwa zaszło istotne wydarzenie dla dalszych losów Kietlińskiego, mianowicie w dniach 23–25 września przewodniczył sądowi wojennemu, który skazał na rozstrzelanie czterech marynarzy za sabotaż w postaci spowodowania wybuchu prochu w naboju kalibru 75 mm w komorze amunicyjnej krążownika 1 września (19 sierpnia) 1916 (nabój wybuchł, nie powodując większych uszkodzeń okrętu). Wyrok następnie wykonano. Brak było jednak bezpośrednich dowodów winy, a marynarze nie przyznali się.
Po ukończeniu remontu w listopadzie 1916, „Askold” został włączony w skład Flotylli Północnego Oceanu Lodowatego w Murmańsku i w grudniu wyruszył z Tulonu, lecz po drodze doznał uszkodzeń w sztormie i musiał być remontowany w Wielkiej Brytanii. W tym czasie w Rosji doszło do burżuazyjnej rewolucji lutowej, co podgrzało jeszcze bardziej radykalne nastroje części załogi i Kietliński z trudem usiłował zapobiec wystąpieniom przeciw oficerom. 30 (17) czerwca 1917 krążownik przybył do Murmańska, gdzie nastąpiła zmiana dowódcy.
Od 24 (11) września 1917 Kietlińskiemu powierzono stanowisko dowódcy murmańskiego rejonu umocnionego i oddziału okrętów rejonu Zatoki Kolskiej (Gławnamur). 25 września został awansowany przez Rząd Tymczasowy na kontradmirała.
Po bolszewickiej rewolucji październikowej Kietliński usiłował objąć władzę wojskową i cywilną w rejonie murmańskim, powołując w tym celu własny „komitet rewolucyjny”, lecz następnie uznał nową władzę radziecką. Komitety rewolucyjne marynarzy domagały się jednak osądzenia Kietlińskiego za sprawę marynarzy z Tulonu i 14 (1) stycznia 1918 został aresztowany, po czym zamieniono areszt na dozór do czasu rozstrzygnięcia sprawy przez komisję. Rewolucyjny komitet okrętowy podjął jednak uchwałę o rozstrzelaniu Kietlińskiego, po czym 10 lutego (28 stycznia) 1918 został on śmiertelnie postrzelony przez nieznanych sprawców na ulicy w Murmańsku.
Siostra Kazimierza Kietlińskiego, Izabela, była żoną gen. Mariusza Zaruskiego, a córka Wiera Kietlinska (1906–1976) – radziecką pisarką.

## Awanse
- Miczman – 1895
- lejtnant – 1899
- kapitan 2. rangi – 1910
- kapitan 1. rangi – 1914
- kontr-admirał – 1917

## Lista odznaczeń (niepełna)
- Order św. Stanisława III klasy (1903)
- złota szabla „za męstwo” (za chrabrost' ) (1904)
- Order św. Stanisława II klasy z mieczami (1906)
- Order św. Włodzimierza IV klasy z kokardą i mieczami (1907) (za udział w wojnie rosyjsko-japońskiej)

## Źródła
- Lech Trawicki. Polacy na Rietwizanie. „Morza, Statki i Okręty”. 3 (2004), s. 49. Warszawa: Magnum-X. ISSN 1426-529X.
- Кетлинский Казимир Филиппович (ros.) w serwisie XPOHOC [dostęp 25-10-2008]